# Meta Quest 2

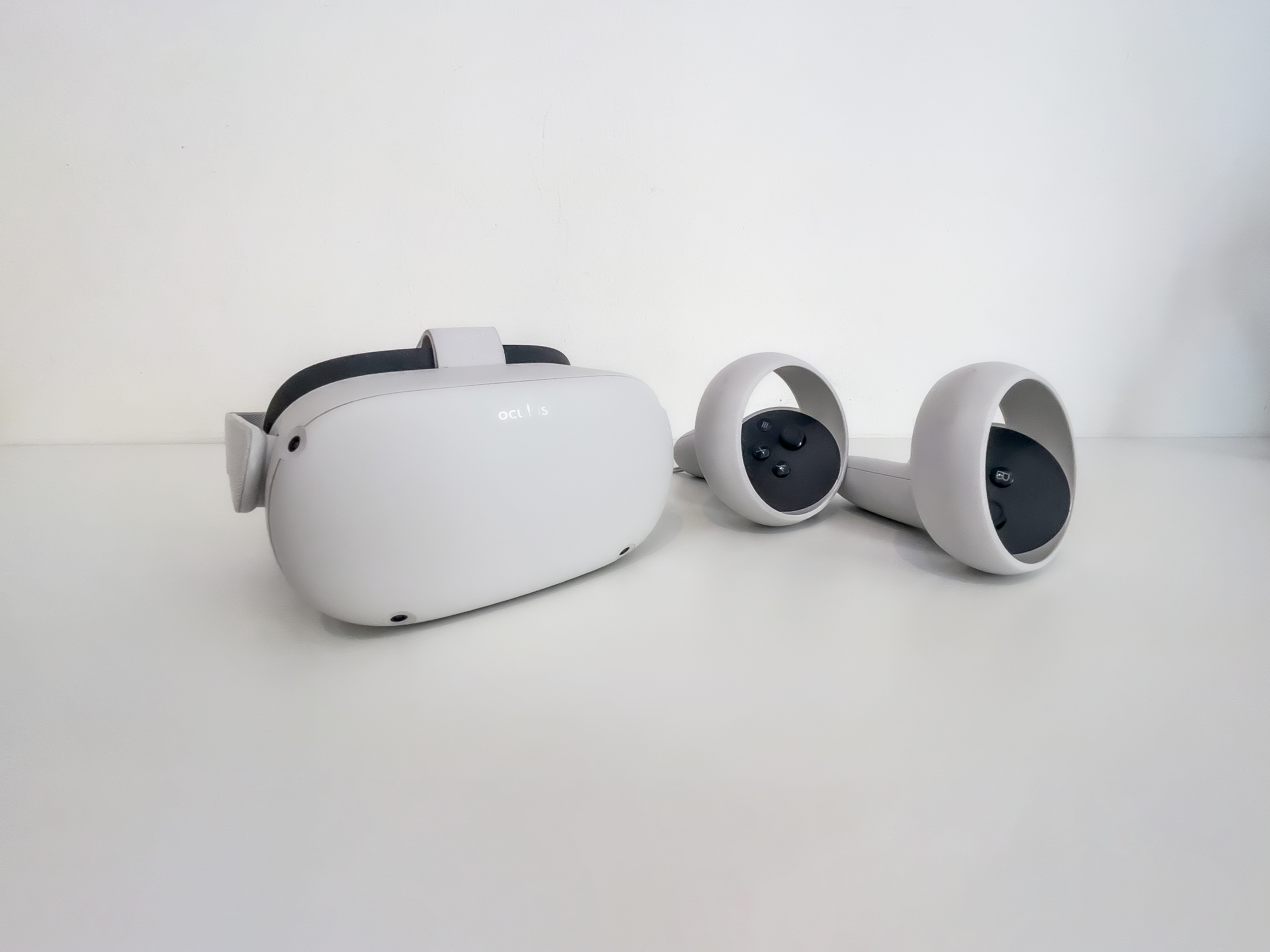
Гарнитура Meta Quest II с контроллерами

Meta Quest 2 (ранее известный как Oculus Quest 2) — гарнитура виртуальной реальности (VR), созданная Facebook Technologies, подразделением Meta Platforms. Это преемник предыдущей гарнитуры компании, Oculus Quest . Quest 2 был официально представлен 16 сентября 2020 года во время презентации Facebook Connect 7 под названием «Oculus Quest 2».
Модель с 64 Гб накопителя была оценена в 299 долларов США, что на 100 долларов меньше, чем у оригинального Oculus Quest. В 2021 году модель Quest 2 объемом 64 ГБ была заменена моделью объемом 128 ГБ по цене 299 долларов США по той же цене, что и оригинальная модель объемом 64 ГБ.
Как предшественник, Quest 2 способен работать как в качестве автономной гарнитуры с внутренней операционной системой на базе Android, так и с совместимым с Oculus программным обеспечением VR, работающим на настольном компьютере при подключении через USB или Wi-Fi. Это обновление оригинального Oculus Quest с аналогичным дизайном, но с меньшим весом, обновленными внутренними характеристиками, дисплеем с более высокой частотой обновления и разрешением на глаз, а также обновленными сенсорными контроллерами Oculus. Гарнитуру производит компания Goertek.
Quest 2 получил в основном положительные отзывы в качестве дополнительного обновления к Quest, но некоторые из его изменений подверглись критике, в том числе его ремешок, опции с уменьшенным межзрачковым расстоянием (IPD) и новое требование к пользователям входить в систему с учетной записью Facebook для использования гарнитуры и сервисов Oculus.
В ноябре 2021 года компания Qualcomm заявила, что по всему миру было поставлено не менее 10 миллионов гарнитур Quest 2. В конце декабря 2021 года приложение Oculus (которое необходимо для первой настройки) впервые стало самым популярным приложением в App Store и Google Play в США — это говорит о том, что гарнитуры Quest активно покупались в качестве подарков на Рождество в сезон праздничных покупок.

## Безопасность
Meta Quest 2 оснащена системой безопасности и ограничения игровой зоны. Перед началом игры человек отмечает игровое пространство и когда он приближается границе, рядом показывается стена, отмечающая зону.

## Блокировка в России
Как и все продукты компании Meta Platforms, 21 марта 2022 года в России гарнитура была заблокирована. При первоначальной настройке гарнитуры обновление не скачивается, что делает невозможным дальнейшее использование. Однако обновить устройство все же возможно.